# Craig Lewis
Craig Lewis est un coureur cycliste américain né le 1er octobre 1985 à Moore (en). Il a commencé sa carrière en 2005 au sein de l'équipe TIAA-CREF devenue Slipstream en 2007, puis est passé en 2008 dans l'équipe High Road.

## Biographie
Craig Lewis passe professionnel en 2005 dans l'équipe TIAA-CREF, qui devient en 2007 Slipstream. Il se fait remarquer à la fin de la saison 2007 en terminant sixième du Tour d'Irlande, puis septième du Tour de l'Avenir. Il est alors recruté par l'équipe High Road, avec laquelle il s'illustre sur le Tour de Lombardie, dont il prend la 11e place. Sans contrat par suite de la disparition de son équipe Champion System, il annonce le 20 février 2014 qu'il prend sa retraite sportive. 

## Palmarès
- 2006
  -  Champion des États-Unis sur route espoirs
- 2007
  - 3e du Tour des Bahamas
  - 7e du Tour de l'Avenir
- 2009
  - 3e étape du Tour de Romandie (contre-la-montre par équipes)
- 2011
  - 1re étape du Tour d'Italie (contre-la-montre par équipes)
- 2012
  - 2e étape du Tour de Beauce

## Résultats sur les grands tours

### Tour d'Italie
- 2010 : 78e
- 2011 : abandon (19e étape)

## Classements mondiaux
| Année            | 2006 | 2007 | 2008 | 2009 | 2010 | 2011 | 2012 |
| ---------------- | ---- | ---- | ---- | ---- | ---- | ---- | ---- |
| UCI America Tour | 69e  |      |      |      |      |      | 269e |
| UCI Europe Tour  |      | 619e |      |      |      |      |      |
| UCI America Tour |      |      |      |      | 138e |      |      |